# Макаиба
Макаиба (порт. Macaíba)  —  муниципалитет в Бразилии, входит в штат Риу-Гранди-ду-Норти. Составная часть мезорегиона Восток штата Риу-Гранди-ду-Норти. Входит в экономико-статистический  микрорегион Макаиба. Население составляет 63 333 человека на 2006 год. Занимает площадь 512,487 км². Плотность населения — 123,6 чел./км².

## Статистика
- Валовой внутренний продукт на 2004 год составляет 456 043 000,00 реалов (данные: Бразильский институт географии и статистики).
- Валовой внутренний продукт на душу населения на 2004 год составляет 7507,00 реалов (данные: Бразильский институт географии и статистики).
- Индекс развития человеческого потенциала на 2000 год составляет 0,665 (данные: Программа развития ООН).

## География
Климат местности: тропический.